# Cohen's Fire Sale
Cohen's Fire Sale è un cortometraggio muto del 1907 diretto da Edwin S. Porter.
Secondo episodio della serie comica che ha per protagonista il commerciante ebreo Cohen dopo Cohen's Advertising Scheme (1904). Truccato nello stile caricaturale dell'ebreo vaudevilliano con un gran nasone posticcio, Cohen rappresenta lo stereotipo del mercante ebreo furbo e imbroglione, che riesce sempre a fare un lauto guadagno da ogni situazione.

## Trama
Il commerciante Cohen riceve una spedizione di cappelli nuovi, ma questi finiscono per errore per essere presi dagli addetti alla spazzatura. Cohen insegue il carro della spazzatura per tutta New York sino alla discarica. I cappelli recuperati sono pero' tutti rovinati e non più adatti alla vendita. Cohen si ricorda però di avere una polizza assicurativa contro gli incendi ed organizza così un incendio "accidentale" del negozio, onde poi tenere una vendita a sconto delle merci superstiti. Alla fine del film, Cohen siede soddisfatto con in mano la polizza assicurativa: con i ricavi dell'affare ha potuto comprare anche un anello prezioso da donare alla moglie.

## Produzione
Il film fu prodotto dalla Edison Manufacturing Company.

## Distribuzione
Distribuito dalla Edison Manufacturing Company, il film - un cortometraggio in una bobina - uscì nelle sale cinematografiche USA il 29 giugno 1907.
Nel 1991, il film venne distribuito in VHS dal National Center for Jewish Film (NCJF).